# We Pray
We Pray è un singolo del gruppo musicale britannico Coldplay, pubblicato il 23 agosto 2024 come secondo estratto dal decimo album in studio Moon Music.

## Antefatti e pubblicazione
Il brano è stato eseguito in anteprima al Festival di Glastonbury dalla band con Little Simz nel giugno 2024. La rivista Variety ha rivelato che il brano non avesse unicamente Simz come collaboratore, ma che presentasse anche Burna Boy ed Elyanna, mentre la rivista NME ha affermato che il titolo del brano fosse Supernova. Il brano è stato annunciato come secondo singolo dal decimo album in studio del gruppo britannico il 6 agosto 2024.

## Accoglienza
Aaron Williams di Uproxx ha elogiato la canzone come un «inno lirico, dal suono epico, che trova i Coldplay e gli artisti ospiti a riflettere sulle loro speranze per il futuro e sulle paure del presente, manifestando la grandezza in mezzo alle avversità». Elias Andrews di HotNewHipHop ha apprezzato la canzone collaborativa, musicalmente impostata su «una linea di basso gorgheggiante sotto e una massiccia sezione d'archi in testa». Nonostante la voce di Martin, «soffocante e sussurrata», non sia orecchiabile, Andrews ha apprezzato Little Simz «immacolata sul beat, così come Burna Boy».

## Tracce
Testi e musiche di Guy Berryman, Jonny Buckland, Will Champion, Chris Martin, Simbiatu Ajikawo, Shawn Carter, Elian Amer Marjieh, Max Martin, Damini Ogulu, Mauricio Rengifo, Davide Rossi, Ilya Salmanzadeh, Martina Stoessel e Andrés Torres.
Download digitale, streaming
1. We Pray – 3:53

CD, 12"
1. We Pray (Album Version) – 3:53
2. We Pray (Tini Version) – 3:53
3. We Pray (Elyanna Version) – 3:53
4. We Pray (? Version) – 3:53
5. We Pray (Live at Glastonbury 2024) – 4:20

## Formazione
Gruppo
- Chris Martin - voce, tastiera, pianoforte
- Jonny Buckland - chitarra
- Guy Berryman - basso
- Will Champion - batteria

## Classifiche

### Classifiche settimanali
| Classifica (2024-25) | Posizione massima |
| -------------------- | ----------------- |
| Argentina            | 36                |
| Austria              | 28                |
| Belgio (Fiandre)     | 9                 |
| Belgio (Vallonia)    | 12                |
| Bielorussia          | 5                 |
| Canada               | 92                |
| Emirati Arabi Uniti  | 8                 |
| Estonia              | 3                 |
| Finlandia            | 38                |
| Francia              | 63                |
| Germania             | 40                |
| Hong Kong            | 4                 |
| India                | 20                |
| Irlanda              | 7                 |
| Italia               | 71                |
| Kazakistan           | 3                 |
| Libano               | 2                 |
| Moldavia             | 147               |
| Paesi Bassi          | 30                |
| Portogallo           | 61                |
| Regno Unito          | 20                |
| Russia               | 3                 |
| Spagna               | 53                |
| Stati Uniti          | 87                |
| Svezia               | 79                |
| Svizzera             | 22                |
| Ucraina              | 3                 |

### Classifiche di fine anno
| Classifica (2024) | Posizione |
| ----------------- | --------- |
| Estonia           | 158       |
| Russia            | 87        |